# 渤海镇 (北京市)
渤海镇是中国北京市怀柔区下辖的一个镇，位于怀柔城区西南部，怀柔水库主要水源之一的怀沙河从镇域穿过。

## 行政区划
渤海镇下辖21个村委会：
渤海所村、景峪村、龙泉庄村、白木村、沙峪村、南冶村、洞台村、铁矿峪村、大榛峪村、庄户村、三岔村、兴隆城村、六渡河村、四渡河村、三渡河村、马道峪村、苇店村、辛营村、北沟村、田仙峪村和慕田峪村。